# 四山公立學校
四山公立學校（英語：Sze Shan Public School），是一所昔日位於香港茶果嶺村、現已關閉的男女子公立小學。該校於1952年創立，毗鄰茶果嶺天后廟，1993年因同區學生到市鎮求學致收生不足而停辦。現址由新域劇團及體藝90'S康體訓練中心使用。1946年興建鯉魚門海濱學校前，鯉魚門區的學生，尤其是升讀小五及小六級的學童只能步行到茶果嶺的四山義學上學。而四山公立學校是茶果嶺三所曾經營辦的小學之一，其餘兩所為嶺東學校和明德學校。興建學校的石材採自茶果嶺村後的石礦場山丘。校名中的「四山」是指九龍四山，即牛頭角、晒草灣、茶果嶺和鯉魚門。

## 校政管理
*以下為未完成列表。請協助補充相關資料。
歷任校監
- 1952年4月至9月：李譚安 先生（沒有上任）[8][9]
- 1952年至1953年：鄧福 先生[9][10]
- 1953年至1963年：羅添 先生[11][12][10]
- 1963年至1967年：張育文 先生[10]
- 1967年至1969年：鄧福 先生[10]
- 1969年至1972年：葉耀文 先生[10][13]
- 1972年至？：羅添 先生[13]

歷任校長
- 1952年4月至1952年8月：金寶清 先生[9]
- 1952年至1964年：黎昌期 先生[9]
- 1964年至1978年：張志光 先生[10][13]
- 1978年至？：何其遠 先生[13]

## 學校歷史
四山公立學校的前身為建於1940年、位於茜草灣天后宮（當時的茜草灣安置區範圍）內的四山義學，後來由於義學為了遷就亞細亞火油公司火油庫的建築工程，引起村民不滿，所以經時任華民政務司杜德與四山居民各方商議解決方案後於1946年清拆。杜德、華人廟宇委員會和茶果嶺的村民發起向港九紳商名流如霍英東的募捐活動，最終籌得經費，獲教育司署補助四萬多元，且花費共十萬元由香港建築商伍華創辦的生泰建築公司承接學校的建設。1951年由副華民政務司鍾境培督導成立四山建校籌備委員會。1952年重建樓高二層的義學，並將之命名為「四山公立學校」，由杜德主持校舍開幕儀式。同年4月，由鄧日創立的嶺東學校向新界漢民視學處提出學校合併要求，把嶺東學校併入四山公立學校。
學校開辦時，正值觀塘未被開發之時；除了村民之外，入學者尚有來自周邊地區的求學者。小一至小六年級入學者計有約一百人。自1954年起，該校的學生人數上升。1955年增加班級以讓更多學童入學。但因僅有的六個課室不足以滿足教學需求，校方於是改以上、下午班的半日制模式上課。1960年，四山公立學校的學生人數超過四百人，教師數目增加了七個人。而在1974年初的校園內，學校具備課室、圖書室、校長室、廚房、儲物室、水廁以及體育操場，另曾邀得英軍工程部協助搭建鐵製活動講台以供集會或作舞台使用。及後於1980年安達臣石礦場公司義務贊助在校園後方的山坡興建花圃1982年，出於保安原因，校方得到茶果嶺鄉公所捐助，在學校操場加建十呎高、長二百餘呎的鐵絲網。又於全校課室安裝百葉簾，同時為學校加裝音響中心設備及購入學生壁報板、上課自動響鐘、公文鋼櫃、節奏音樂樂器、圖書教具、教師辦公桌等物資。
直至1993年，觀塘區學校林立，加上入學人數逐漸減少，令四山公立學校結束辦學。停辦前，早期入讀生在完成小四課程升上小五年級時，升班人數會減半，因此不少學生會留級或另覓出路。2010年代末，政府計劃發展茶果嶺村，已丟空的四山公立學校是其中一個擬保留建築物。

## 著名/傑出校友
- 寶珮如：香港女藝人
- 羅家英，BBS，MH：香港男演員[26][27][註 2]
- 劉丹：香港男演員[26][28]

## 外部連結
- 四山公立學校1950至1960年代校舍全貌